# Crash Test Aglaé
Crash Test Aglaé é um filme de estrada produzido na França, dirigido e escrito por Eric Gravel, e lançado em 2010.